# Embajada de España en Guinea-Bisáu
La Embajada de España en Guinea-Bisáu es la máxima representación legal del Reino de España en la República de Guinea-Bisáu. 

## Embajador
El actual embajador es Enrique Conde León, quien fue nombrado por el gobierno de Pedro Sánchez el 30 de julio de 2024.

## Misión diplomática
El Reino de España concentra su representación en el país en la embajada en la capital del país, Bisáu, creada 2007.

## Historia
Los dos países establecieron relaciones diplomáticas el 4 de julio de 1975, pasando a la Embajada española de Dakar. El 3 de abril de 2007, se creó la misión diplomática permanente en Bisáu y, el 13 de julio, se nombró al primer embajador español residente en la excolonia portuguesa, Ángel Manuel Ballesteros García.